# Apollon Smyrnis
El club GS Apollon Smyrnis (en griego: Γυμναστικός Σύλλογος Απόλλων Σμύρνης, Gymnastikós Sýllogos Apóllon Smýrnis, es decir Club Atlético Apolo de Esmirna, es un club de fútbol griego de la ciudad de Atenas. Fue fundado en 1891 y juega en el Campeonato de Esmirna.

## Historia

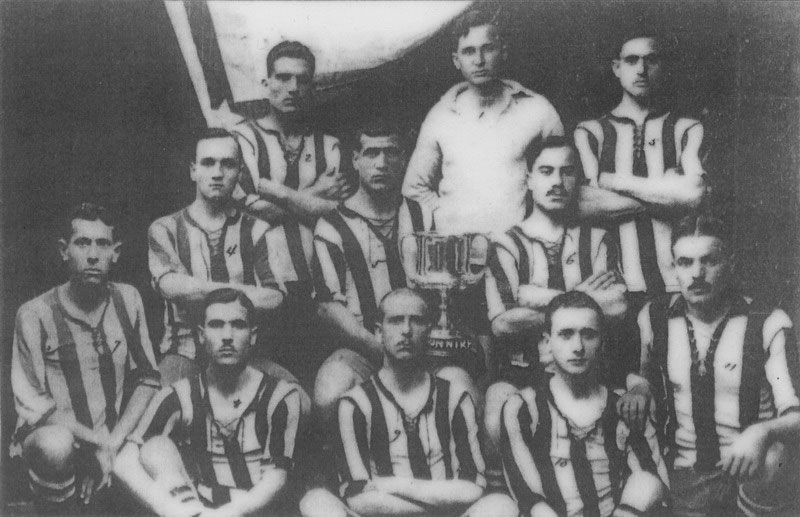
Equipo de 1919

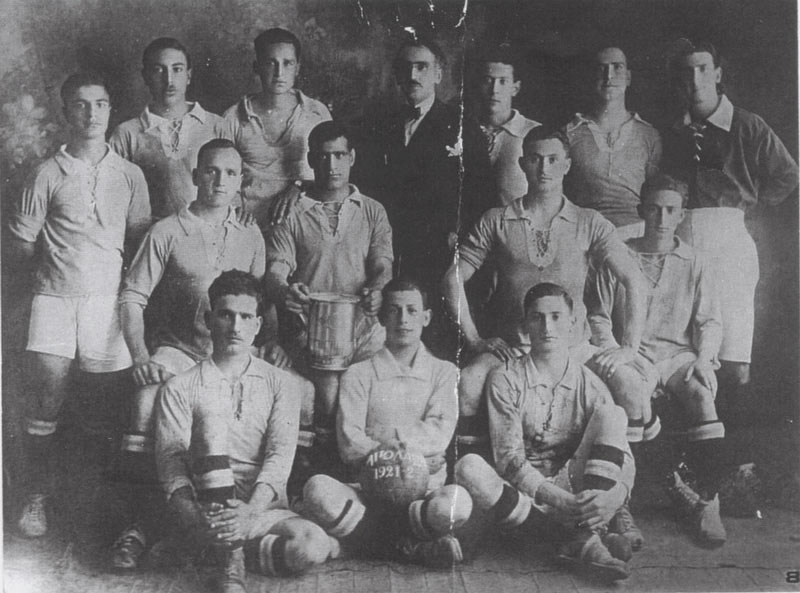
Equipo de 1922

Es uno de los equipos deportivos más antiguos de Grecia, fundado en 1891 por Vassilis Samios con el nombre Orfeas Smyrnis en la ciudad de Esmirna. Sus colores son blanco y azul en honor a la bandera nacional.
Jugaron en Esmirna durante 25 años, ya que se trasladaron al vecindario de Rizoupolis, en Atenas después de la Segunda Guerra Mundial y cuenta con departamentos en baloncesto, voleibol y lucha, aunque su departamento más importante es el de fútbol, en el que ha jugado en varias ocasiones en la Superliga de Grecia, exceptuando las de 1969/70, 1972/73, 1974/75, 1986/87.

## Datos históricos
- Desde la década de los años 1930 al Apollon se le conoce como La Brigada Luminosa (en griego: Ελαφρά Ταξιαρχία), nombre que posteriormente tendría una película de Hollywood en 1938,[2] antes de ganar el Campeonato Regional de Atenas en 1938.

- Desde 1910, el escudo del equipo era una cruz esvástica. Pero después de la invasión nazi de Grecia en Europa lo cambiaron por la cabeza del dios Apolo por razones obvias.

- La última vez que convocaron a un jugador del Apollon para jugar con Grecia fue el 8 de mayo de 1996 (Demis Nikolaidis, Grecia - Georgia 2-1). Desde entonces, no ha vuelto a jugar un miembro del Apollon con la selección nacional.

- El Georgios Kamaras Stadium estaba en pésimo estado en la década de los años 90, pero fue renovado en el año 2002 por el Olympiakos FC. Olympiakos jugaba de local ahí hasta que en el año 2004 construyeran el Georgios Karaiskakis Stadium.

- El presidente y propietario del equipo entre la década de los años 70 y el 2005 fue el empresario Kostas Alamanos. Ayudó al Apolon a participar en la UEFA Cup y en la final de la Greek Cup y durante muchos años fue muy querido por los aficionados del Apollon. Pero luego de eso, Alamanos fue declarado persona non grata por los aficionados del Apollon, principalmente por vender a varios de los mejores jugadores del equipo (Demis Nikolaidis, Blendar Kola y Theofilos Karasavidis) y dejar ir a varios más como agentes libres. Al equipo le fue difícil recuperarse de las derrotas, y en el año 2000 descendieron. Por eso los aficionados del Apollon llaman El Innombrable a Alamanos.

- El Apollon continúa siendo el 9.º equipo en apariciones en la Superliga de Grecia con 37 en 53 temporadas de la Liga.[3]

## Jugadores

### Jugadores destacados
- Giannis Anagnostou
- Kostas Antoniou
- Christos Ardizoglou
- Giorgos Athanasiadis
- Kostas Batsinilas
- Kostas Chalkias
- Filipos Darlas
- Giannis Dontas
- Takis Ikonomopoulos
- Giorgos Kamaras
- Giorgos Karagounis
- Aris Karasavidis
- Theofilos Karasavidis
- Dimos Kavouras
- Thanasis Kolitsidakis
- Pantelis Konstantinidis
- Vasilis Kyriakou
- Kostas Mavridis
- Antonis Minou
- Tasos Mitropoulos
- Demis Nikolaidis
- Eleftherios Poupakis
- Mihalis Vlahos
- Arjan Bellaj
- Bledar Kola
- Juan Larrea
- Ivan Rusev
- Nicolas Dikoume
- Frantisek Stambacher
- Walter Kelsch
- René van de Kerkhof
- Alireza Mansourian
- Zygmunt Kukla
- Józef Wandzik
- Zoran Ćirić
- Miloje Petković
- Bjorn Enqvist
- Goran Trpevski
- Frank Klopas

## Palmarés
- Beta Ethniki: 5

1970, 1973, 1975, 2013, 2017
- Gamma Ethniki: 1

2012
- Delta Ethniki: 1

2010
- Campeonato Regional de Athenas: 4

1924, 1938, 1948, 1958

## Participación en competiciones de la UEFA
| Temporada | Torneo   | Ronda | Club               | Casa | Visita |
| --------- | -------- | ----- | ------------------ | ---- | ------ |
| 1995–96   | UEFA Cup | 1     | Olimpija Ljubljana | 1–0  | 1-3    |